# Agonum angustior
Agonum angustior är en skalbaggsart som beskrevs av Thomas Casey. Agonum angustior ingår i släktet Agonum och familjen jordlöpare. Inga underarter finns listade i Catalogue of Life.